# Sagédition
Sagédition, anciennement La Librairie moderne, puis SAGE, est une ancienne maison d'édition française, spécialisée dans les revues petit format de bande dessinée. Elle fut longtemps l'éditeur exclusif en France des aventures de Superman et de Batman.

## Historique

### Les origines
Au milieu des années 1930, à la suite du succès du Journal de Mickey, le patron de La Librairie moderne, Ettore Carozzo, en partenariat avec Cino Del Duca, se lance dans la bande dessinée en créant deux hebdomadaires pour enfants : Jumbo et Aventures.
En 1938, il propose ses premiers récits complets publiés au format à l'italienne.
En 1939, la Librairie moderne prend le nom de SAGE (sigle pour Société anonyme générale d’édition). Sont créés l'Appel de la jungle (avec Tim Tyler), Aventures et mystère (avec l'Agent X9, Le Fantôme du Bengale), La Collection Merveilleuse (avec Mandrake), La Collection Victoire (avec Alain la Foudre ou Zorro) ou la Collection Jeunesse nouvelle.
Après la Seconde Guerre mondiale, SAGE multiplie les récits complets : Jim Taureau, Panthère Blonde, Cyclone l’homme atomique, Amok, Gazelle Blanche, Petits Moineaux, Kansas Kid, Mandrake, Raoul et Gaston, Le Fantôme ou King roi de la police montée, sans respecter forcément la chronologie propre aux histoires en séries...

### Période faste
Après 1949, la SAGE décide de s'adresser à un public plus jeune pour éviter la censure de la loi sur les publications destinées à la jeunesse. Sous le sigle PEI (pour « Périodiques et éditions illustrées »), elle publie Tom et Jerry ou encore Bugs Bunny.
En 1951, à la mort de Carozzo, son gendre Victor Broussard reprend l’affaire avec l’aide de Max Boyer.
En 1957, la SAGE délaisse le format « à l'italienne ». Certains de ses anciens titres sont repris sous la forme de petits formats, baptisés parfois « digests ».
À la fin des années 1950, un personnage racheté à l’éditeur italien Alpe va connaître un beau succès, Pépito de Luciano Bottaro.
Dans les années 1960, l'influence de la télévision décide SAGE à multiplier des adaptations imprimées de dessins animés (Bugs Bunny, Woody Woodpecker (nommé « Piko »), Roquet Belles-Oreilles, Tom et Jerry, etc.) et de séries télévisées américaines (Aigle Noir , Bonanza, Roy Rogers, Tarzan par Joe Kubert ou Russ Manning, Rintintin et Rusty, etc.).
À la fin des années 1960, la SAGE devient Sagédition.
Dans les années 1970, Sagédition continue à publier des bandes animalières (Titi et Sylvestre, Bugs Bunny, Hulu et Berlu, La Panthère rose, Yogi, Super-Souris, etc.), des séries italiennes (Harry Sprint, Kronos, Sturmtruppen, Whisky et Gogo) et la série devenue culte de Max Bunker et Magnus, Alan Ford. Autre auteur culte, publié par Sagédition, il s'agit d'Hugo Pratt avec son Sergent Kirk. Si, dans les années 1970, l’éditeur continue les adaptations (Des agents très spéciaux, Rintintin, Le Roi de la prairie, les Pierrafeu, Les Mystères de l'Ouest, etc.), il publie surtout entre 1967 et 1986 deux bandes majeures de DC Comics, Batman et Superman. Dans les années 1970, l’éditeur est aussi parmi les premiers à nous faire découvrir dans les éphémères revues Karacal, Super-West et Super-West Poche, contenant des BD argentines de qualité, signées Ernesto Garcia Seijas ou Arturo del Castillo. Une création fera également date : c'est Le Cavalier inconnu, de Luigi Grecchi et Raphaelo Marcello, publié pendant plus de 300 épisodes dans Titi Poche, Pépito et sous son propre titre, entre 1967 et 1974.
Sagédition aura publié en définitive peu d’auteurs français : seuls Maric, Moreau et Lellbach feront des jeux, des couvertures, des gags bouche-trou et quelques reprises.

### La fin
Comme pour beaucoup d'éditeurs de petits formats, les années 1980 furent fatales à Sagédition qui diminue le nombre de ses revues avant de cesser complètement son activité en 1987.

## Anciens logos

Logo au début des années 1960
Logo à la fin des années 1960.
Logo au début des années 1970.

## Liste des titres périodiques
- Aigle Noir (40 numéros)
- Alamo Kid
- Alan Ford (12)
- Amok (24)
- Batman Poche (60)
- BD Super (7)
- Bugs Bunny Poche (220)
- Bug's Bunny 1re série (148)
- Bug's Bunny 2e série (186)
- Bunny (62)
- Gazelle Blanche (52)
- Harry Sprint (8)
- Heroic (20)
- Héros 2000 (8)
- Jim Taureau (95)
- Kansas Kid (104)
- Karacal (14)
- Kid Oklahoma (34)
- King le roi de la prairie (49)
- Le Cavalier Inconnu (4)
- Le Petit Shériff (28)
- Les Robinsons (3)
- Mascotte (88)
- Monty 1re série (9)
- Monty 2e série (20)
- Pecos Bill (18)
- Pépito 1re série (249)
- Pépito 2e série (28)
- Pépito 3e série (12)
- Pépito Magazine (34)
- Petits Moineaux (130)
- Piko 1re série (12)
- Piko 2e série (30)
- Piko Magazine (31)
- Ranch Magazine (44)
- Sciuscia 1re série (182)
- Sciuscia 2e série (124)
- Sergent Kirk (7)
- Superman Poche (110)
- Superman et Batman 1re série (16)
- Superman et Batman 2e série (73)
- Super West 1re série (10)
- Super West 2e série (20)
- Sylvestre et Titi (186)
- Tarzan 1re série (54)
- Tarzan 2e série (68)
- Texas Boy (39)
- Titi Poche (78)
- Tom et Jerry 1re série (37)
- Tom et Jerry 2e série (128)
- Transformers (3)